# Анналыев, Гарлы
Гарлы Анналыев — советский хозяйственный, государственный и политический деятель, Герой Социалистического Труда.

## Биография
Родился в 1932 году в семье Героя Социалистического Труда Анналы Сапарова. Член КПСС.
С 1950 года — на хозяйственной, общественной и политической работе. В 1950—2002 гг. — агроном, бригадир, заместитель председателя, председатель колхоза «Тезе-Ёл» Байрам-Алийского района Марыйской области, хяким Гарагумского этрапа Марыйского велаята, директор научно-производственной опытной семеноводческой станции, председатель Совета старейшин Байрамалийского этрапа.
Указом Президиума Верховного Совета СССР от 16 марта 1981 года присвоено звание Героя Социалистического Труда с вручением ордена Ленина и золотой медали «Серп и Молот».
Избирался депутатом Верховного Совета Туркменской ССР 7-11-го созывов.
Жил в Туркмении.

## Награды и звания
- Герой Социалистического Труда (16.03.1981).
- орден Ленина (08.04.1971, 16.03.1981)
- орден Трудового Красного Знамени (10.12.1973)
- орден «Знак Почёта» (30.04.1966)